# Klaukkala
Klaukkala (Klövskog en suec) és el poble més gran i meridional del municipi de Nurmijärvi, Uusimaa, Finlàndia. Té una població d'uns 18.000 habitants i, com a poble de més ràpid creixement del municipi, és molt urbà. La capital Hèlsinki es troba a menys de 30 quilòmetres de Klaukkala i la seva proximitat ha influït molt en el creixement del poble. La frontera de Vantaa és a menys de cinc quilòmetres.
Una possible visió turística és l'església de Klaukkala de coure modern, d'estil de coure, dissenyada per l'arquitecte Anssi Lassila, al nucli antic de Klaukkala. Mikko Heikka, un bisbe de l'Església luterana Evangèlica, la va dedicar el 28 de novembre de 2004. El poble també té una Església Ortodoxa de fusta de Sant Nectaris d'Aegina, construïda el 1995.
Mikko Lindström, guitarrista de HIM, és de Klaukkala. L'ex primer ministre de Finlàndia Matti Vanhanen també viu a Lepsämä, part de Klaukkala.